# Mertzwiller
Mertzwiller é uma comuna francesa na região administrativa de Grande Leste, no departamento Baixo Reno. Estende-se por uma área de 6,96 km². Em 2010 a comuna tinha 3 389 habitantes (densidade: 486,9 hab./km²).